# 나익
나익(羅瀷, ?~?)은 조선의 문신이다. 본관은 안정(安定), 자는 명원(明源). 아버지는 나세걸(羅世傑)이며, 어머니는 조익정(趙益貞)의 딸이다. 1528년 사마시에 합격하고, 1531년 진사로서 식년 문과에 을과로 급제하여 승문원에 임용독었으며, 설서, 전적을, 적성현감으로 부임하였다.